# Puyo Puyo~n
Puyo Puyo~n (Puyo Puyo 4, Puyo Puyo ~n Party sur Nintendo 64) est un jeu vidéo de puzzle sorti en 1997 sur Nintendo 64, PlayStation, Dreamcast et Game Boy Color uniquement au Japon. Le jeu a été développé et édité par Compile.
Le jeu fait partie de la série Puyo Puyo.